# Ayawovi Demba Tignokpa
Ayawovi Demba Tignokpa est une femme politique togolaise. Elle a été ministre des Finances de 2002 à 2003. Elle a également été ministre de la Planification du développement et de la Coopération de janvier 2019 à octobre 2020.

## Biographie

### Carrière
Tignokpa a été la première femme à être ministre des Finances au Togo. En 2013, elle a été élue au parlement. En 2015, elle a contribué à la création d’un groupe de politiciens africains axés sur le développement.
En 2017, Tignokpa était à la tête du Comité des comptes publics du Togo et président de l'Association ouest-africaine des comités des comptes publics.
En 2019, Tignokpa redevient ministre. Elle était ministre du Plan et du Développement et également responsable de la coopération. Cette année-là, elle a été nommée pour diriger les efforts du Togo pour obtenir un financement du Fonds mondial pour lutter contre les maladies,,.
En 2020, Tignokpa a perdu son poste ministériel lorsque le ministère de la Planification et de la Coopération a été transféré au bureau du Président.